# Галикова, Яна
Яна Галикова (чеш. Jana Galiková, девичья фамилия Главачова чеш. Hlaváčová, 22 января 1963, Брно, Чехословакия) — чешская ориентировщица, многократная призёрка чемпионатов мира по спортивному ориентированию.
Впервые приняла участие на чемпионате мира в 1981 году. в возрасте 18 лет.
В 1983 году на чемпионате мира в Венгрии, выступая под девичьей фамилией Главачова, завоевала серебряные медали в эстафете.
Основные достижения на международной арене приходятся на конец 80-х годов, когда на протяжении трех подряд чемпионатов мира Яна неизменно завоёвывала как медаль в эстафете, так и в индивидуальной гонке.
Медаль, завоёванная в 1987 году на чемпионате мира во Франции, стала первой медалью в индивидуальной гонке, которую завоевали чехословацкие ориентировщики на чемпионатах мира.

## Результаты
Результаты выступлений на международной арене.
| Чемп.    | Место проведения              | Дисциплина | Место   |
| -------- | ----------------------------- | ---------- | ------- |
| ЧМ 1981  | Швейцария, Тун                | эстафета   | 7 место |
| сЧМ 1982 | Чехословакия, Ческа-Липа      | классика   | 5 место |
| ЧМ 1983  | Венгрия, Залаэгерсег          | эстафета   | 2 место |
| сЧМ 1984 | Швеция, Йёнчёпинг             | классика   | 7 место |
| ЧМ 1987  | Франция, Жерармер             | эстафета   | 3 место |
| ЧМ 1987  | Франция, Жерармер             | классика   | 3 место |
| ЧМ 1989  | Швеция, Шёвде                 | эстафета   | 2 место |
| ЧМ 1989  | Швеция, Шёвде                 | классика   | 2 место |
| ЧМ 1991  | Чехословакия, Марианске-Лазне | классика   | 3 место |
| ЧМ 1991  | Чехословакия, Марианске-Лазне | эстафета   | 3 место |
| ЧМ 1991  | Чехословакия, Марианске-Лазне | короткая   | 7 место |